# زمین‌لرزه ۱۹۸۰ ایرپینیا

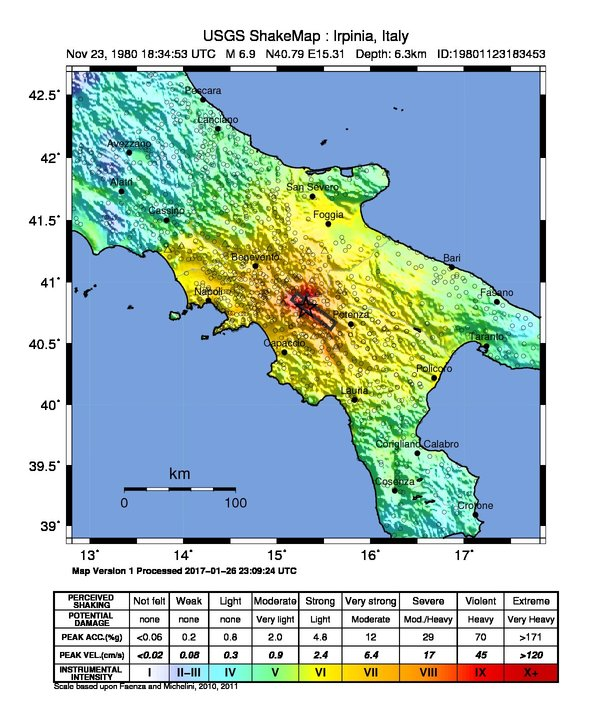
نقشه شدت زلزله ایرپینیا 23 نوامبر 1980

زمین‌لرزه ایرپینیا  در تاریخ ۲۳ نوامبر ۱۹۸۰ میلادی، برابر با ‎۲ آذر ۱۳۵۹، ساعت ۱۸:۳۴:۵۳ به زمان یوتی‌سی در ایتالیا، منطقه ایرپینیا رخ داد. ژرفای این زلزله ۶ کیلومتر بود و بزرگی آن ۶٫۹ در مقیاس Mw اعلام شده‌است. زمین‌لرزه به وقت محلی در روز یکشنبه، ساعت ۱۹ روی داده و منطقه زمانی آن یوتی‌سی +۱ بوده‌است (با لحاظ تغییر ساعت تابستانی).
سازمان زمین‌شناسی آمریکا نیز رومرکز این زمین‌لرزه را در مختصات ۴۰°۵۴′۵۰″شمالی ۱۵°۲۱′۵۸″شرقی / ۴۰٫۹۱۴°شمالی ۱۵٫۳۶۶°شرقی و ژرفای آن را در ۱۰ کیلومتر گزارش کرده‌است. بزرگی برگزیدهٔ این سازمان از میان بزرگیهای محاسبه‌شدهٔ مختلف ۶٫۵ در مقیاس ML بوده و از دید اثر، در میان چهار دسته‌بندی «نامحسوس»، «محسوس»، «زیان‌آور» یا «با تلفات»، زلزله را «با تلفات» اعلام کرده‌است.
پروژهٔ «تنسور گشتاور مرکزوار» زاویه‌های (راستا، شیب، ریک) گسل سازندهٔ زمین‌لرزه و صفحه عمود بر آن را (°۱۳۵، °۴۱، °۸۰-) یا (°۳۰۳، °۵۰، °۹۸-) و نوع گسل را «عادی» فرارسانده‌است.
شمار کشتگان زلزله حدود ۲۴۸۳ نفر بوده‌است. تعداد زخمیان ۸۹۳۴ نفر برآورده شده‌است. بی‌خانمان شدگان نیز ۲۵۰۰۰۰ نفر اعلام شده‌است.